# Butternuts
Butternuts – miasto w Stanach Zjednoczonych, w stanie Nowy Jork, w hrabstwie Otsego.